# Helen Craig McCullough
Helen Craig McCullough (17 février 1918 - 6 avril 1998) est une japonologue américaine spécialisée en prose et poésie classiques japonaises. 

## Biographie
Née en Californie, Helen Craig McCullough sort diplômé de science politiques de l'Université de Californie à Berkeley en 1939. Après le déclenchement de la Seconde Guerre mondiale, elle entre à l'école de japonais de la marine américaine à Boulder, Colorado. Elle est traductrice à Washington et à Tokyo jusqu'en 1950 quand elle est retourne à Berkeley et y obtient une maîtrise et un doctorat.
Elle est chargée de cours à l'Université Stanford, puis de retour à Berkeley (1969) elle est professeur en 1975. Elle est honorée de plusieurs chaires de professeur invité et reçoit une médaille d'honneur du gouvernement japonais. Elle se retire en 1988.

## Publications
Ses publications savantes comprennent onze volumes d'études et de traductions.
Parmi ses publications figure l'étude : « Brocade by Night: 'Kokin Wakashu' and the Court Style in Japanese Classical Poetry » et des traductions des œuvres majeures de la littérature japonaise :
- Taiheiki : chronique du Japon médiéval
- Heike Monogatari
- Kokin Wakashū : la première anthologie impériale de poésie japonaise
- Les contes d'Ise : épisodes lyriques du Japon au Xe siècle  (Ariwara no Narihira)
- Okagami, le grand miroir : Fujiwara no Michinaga (966-1027 and His Times : a Study and Translation)
- Tale of Flowering Fortunes : Annals of Japanese Aristocratic Life in the Heian Period (with William McCullough) - le Eiga Monogatari